# Universidad de Otavalo
La Universidad de Otavalo (UO) es una universidad privada ubicada en la provincia de Imbabura, cuya sede se encuentra en la ciudad de Otavalo. Fue fundada el 24 de diciembre del 2002 por decreto del antiguo Congreso Nacional del Ecuador.
actualmente la Universidad cuenta con siete carreras.

## Facultades
Ciencias Empresariales
Derecho
Ciencias Pedagógicas de la Educación